# Serantes (Oleiros)
Serantes o San Xulián de Serantes (llamada oficialmente San Xián de Serantes) es una parroquia española del municipio de Oleiros, en la provincia de La Coruña, Galicia.

## Entidades de población
Entidades de población que forman parte de la parroquia:
- A Canteira
- Agra
- Agra da Pedra (A Agra da Pedra)
- A Pereira
- Arán
- A Solana
- As Patiñas
- Beiramar
- Canabal (Canaval)
- Cividanes (Cividás)
- Codes
- Espiñeiro
- Fornos
- Gándara[4] (A Gándara)
- Mera
- O Lucín
- O Polvorín
- O Pombal
- O Xabrón
- Parameiras
- Pedrosiño
- Penatouro
- Pinar do Río
- Punxeiro
- Subiña (Suviña)
- Tarrío
- Tobe
- Xoes[5] (Xoez)

## Demografía
| Gráfica de evolución demográfica de Serantes entre 2000 y 2018 |
|                                                                |
| Datos según el nomenclátor publicado por el INE.               |